# Nagant M1895
El  Revòlver Nagant  va ser dissenyat i produït per l'armer belga Léon Nagant. Va ser adoptat, en diversos models, per la policia i l'exèrcit de Suècia (M1887 amb calibre 7,5 mm), Noruega (M1893), Polònia, França (en calibre 8 mm) i Grècia (el Peristrofon M1895), entre d'altres. Encara que l'usuari més conegut va ser Rússia que el va adoptar amb la denominació M1895.

## M1895 rus
Léon Nagant i el seu germà Emile eren coneguts a la cort del Tsar i l'administració militar russa a causa de l'important paper que van jugar en el disseny del fusell de forrellat Mosin-Nagant model 1891. El revòlver Nagant M1895 va esdevenir l'arma auxiliar estàndard dels oficials de la policia i l'exèrcit rus. Després de la revolució l'arma va continuar en ús per les forces armades soviètiques, incloent-hi les agències especials com l'NKVD i la KGB.
La producció per a aquest país va començar a Lieja, Bèlgica, el 1895 però el 1898 ja es produïa a Rússia. El revòlver va començar a ser reemplaçat per una pistola semiautomàtica més moderna, la Tokarev, l'any 1933 però va continuar sent produït i emprat en grans nombres durant la Gran Guerra Patriòtica. La seva forma i nom característics el van ajudar a obtenir un estatus de culte a Rússia, sent considerat al començament dels anys 30 un gran honor que un membre del Partit Comunista rebés com a regal un revòlver Nagant M1895 amb un estel vermell gravat. La seva producció va continuar fins al 1950, fent d'ell una de les armes auxiliars amb més anys de servei en la història militar moderna, encara que no tant com el del revòlver Webley (1887-1963) i la Colt 1911 A1 americana (1911-1984). Encara és utilitzat per la Policia Ferroviària russa i diverses forces policials menors.

## Característiques tècniques
La majoria de revòlvers presenten un petit espai entre el tambor i el canó; sent aquest necessari perquè el tambor pugui rotar i alinear una nova recambra carregada davant el canó per ser disparada. Això obliga a la bala a creuar l'espai en ser disparada, la qual cosa pot tenir un efecte advers en la precisió, especialment si el canó i el tambor estan mal alineats, presentant també una via d'escapament per als gasos amb alta pressió i temperatura que segueixen a la bala. El M1895 té un mecanisme que, mentre s'arma el martell, primer gira el tambor i després l'empeny cap endavant, tancant així l'espai entre el tambor i el canó. El cartutx, també característic, juga un important paper en segellar i evitar les fuites de gasos de l'arma. La bala es troba totalment dins el casquet i aquest té un diàmetre lleugerament reduït a la boca. El canó presenta una secció cònica en la part posterior, la qual accepta la boca del cartutx i així completa el segell de gasos. En segellar l'espai, la velocitat de la bala és incrementada d'uns 15 a 45 m/s.
El sistema de foc tancat permetia al revòlver Nagant, al contrari d'altres revòlvers, utilitzar un silenciador de forma efectiva. Durant la Segona Guerra Mundial, un petit nombre de revòlvers Nagant emprats per les tropes russes de reconeixement i observació van ser equipats amb un tipus de silenciador conegut com a "aparell Bramit". Les agències NKVD i KGB són conegudes per haver emprat el Nagant silenciat per assassinats. Durant la Guerra del Vietnam, les guerrilles del Vietcong van emprar revòlvers Nagant silenciats, que havien estat modificats en tallers clandestins. Es pot veure un exemplar de Nagant M1895 silenciat al Museu de la CIA de Langley, Virgínia.
Tot i això aquest sistema presentava un desavantatge clar en el temps de recàrrega. Els revòlvers Nagant havien carregar cartutx per cartutx a través d'una portella de recàrrega, la qual cosa implicava l'extracció manual de cada cartutx disparat, fent que la recàrrega fos lenta i laboriosa. Malgrat això, el revòlver carregat era segur de portar i podia romandre carregat per llargs períodes. Això va ser un important factor per a la seva longevitat en servei: aquestes característiques van fer que el Nagant sigui una bona elecció per a aquelles persones que necessitaven portar l'arma tot el temps, però que no disparaven molt sovint, com a oficials o policies. Sumant-se a això la possibilitat d'usar un silenciador i el gran nombre de revòlvers Nagant disponibles de les reserves de l'Exèrcit Rus, fan que el revòlver figuri en la llista d'opcions a prendre en compte per una arma de defensa personal.
El Nagant M1895 va ser produït tant en models d'acció simple com de doble acció abans i durant la Primera Guerra Mundial. Aquests són col·loquialment coneguts com a "model Soldat" i "model oficial", respectivament. La producció del model d'acció simple sembla que es va aturar el 1918, amb algunes excepcions com els exemplars fabricats per a competicions de tir al blanc. La majoria de revòlvers d'acció simple van ser posteriorment convertits a doble acció, fent que els revòlvers d'acció simple siguin bastant rars i buscats pels col·leccionistes.

## Cartutx

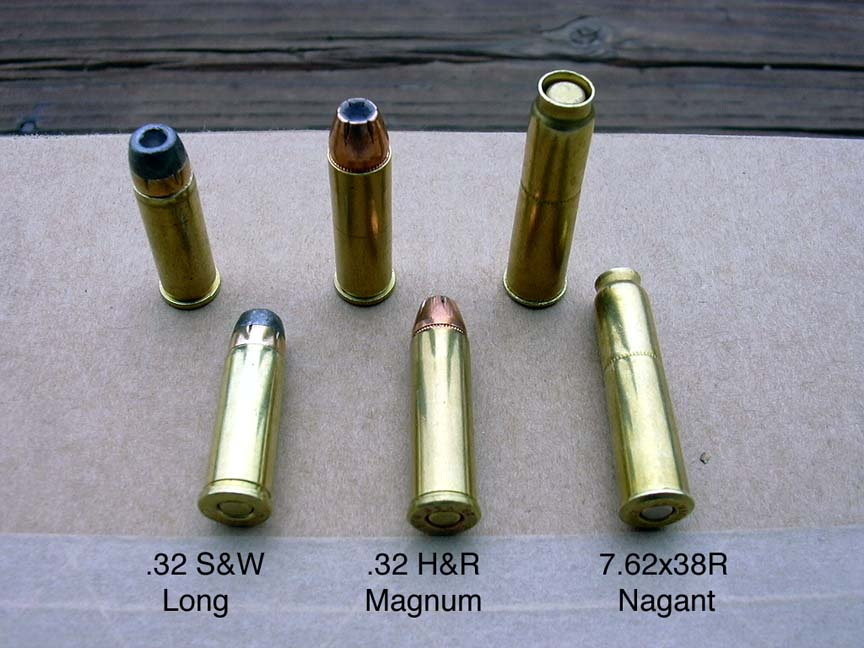
Comparació entre un cartutx 0,32 Smith & Wesson Llarg, un 32 H & R Magnum i un 7,62 x 38 R Nagant

El Nagant M1895 dispara un cartutx característic, el 7,62 Nagant, també anomenat 7,62 x 38 R o "Cartutx Tipus R". La bala està allotjada sota de la boca del casquet, amb la pestanya de tancament d'aquest just a sobre d'ella. En ser disparat en el revòlver Nagant, la pestanya de tancament s'expandeix en el con de força segellant els gasos i augmentant notablement la velocitat de sortida a la boca del canó a uns 23 m/s.
El calibre 7,62 va ser elegit, en part, per simplificar la producció de canons i bales, ja que el fusell rus en servei de l'època feia servir un canó del mateix diàmetre i emprava el cartutx 7,62 x 54 R.
Els materials per a la recàrrega manual de cartutxos 7,62 Nagant (especialment casquets de qualitat), són bastant difícils d'obtenir.
Altres cartutxos - 32 S & W, 32 S & W Llarg, 32 H & R Magnum i cartutxos artesanals fabricats a partir de casquets de 32-20 Winchester, 30 Carbine o 223 Remington - també poden ser disparats pel revòlver Nagant, però no aconseguiran un efectiu segellat dels gasos.